# 周喁
周㬂（？—190年代），字仁明，會稽人，東漢末期人物。丹陽太守周昕、九江太守周昂之弟。曹操初起時曾召周㬂為軍師，後被袁紹任為豫州刺史對抗孫堅，兵敗歸還故鄉，被許貢殺害。

## 生平
初平元年（190年），曹操興義兵討伐董卓，曹操遣人要求周㬂加入，周㬂立即收合兵衆，得二千人，跟隨曹操征伐，以為軍師。
董卓火燒洛陽，遷都長安，關東諸侯畏董卓兵強，按兵不動，唯有曹操引兵西行，曹操打算奪取成皋，在抵達滎陽汴水時，與董卓部將徐榮遭遇，大敗，士卒死傷眾多。於是曹操與司馬夏侯惇前往揚州募兵，揚州刺史陳溫、丹陽太守周昕給予曹操四千餘人。行軍至龍亢，士卒叛變，趁夜焚燒曹操營帳，曹操親手斬殺數十人，才出營帳，沒有參與叛變的僅剩五百餘人。又行軍到銍、建平一帶，集結殘兵一千餘人，投奔袁紹，到河內駐軍。後來曹操提議到東郡討伐黑山賊，袁紹於是上表曹操為東郡太守，屯駐東武陽。
袁術表奏孫堅為破虜將軍，領豫州刺史。袁紹乘孫堅攻董卓未歸，遣周㬂為豫州刺史，襲取豫州。袁紹欲立劉虞為帝，袁術托以大義反對，於是袁紹與袁術決裂，與諸侯結盟，以相圖謀。
當時關東諸侯互相征伐兼併，袁紹與劉表、曹操結盟，袁術與公孫瓚、孫堅結盟。周㬂與周昂奪取豫州，袁術派遣公孫越與孫堅攻周昂，沒能攻克，公孫越中流箭死亡。
周㬂與孫堅爭豫州，屢戰失利。初平二年（公元191年），孫堅奉袁術之命討伐荊州劉表，被伏兵襲殺身亡，孫堅侄子孫賁統率孫堅部眾投靠袁術。袁術命孫賁攻擊九江太守周昂，周㬂於是前往增援兄長，孫賁攻破周昂於陰陵，袁術表奏孫賁領豫州刺史。
周㬂戰敗後歸還故鄉會稽，被當時吳郡新起人物許貢殺害。

## 周㬂何時離開曹操
周㬂從曹操興義兵討伐董卓，擔任軍師。而其兄長丹陽太守周昕與揚州刺史陳溫，也在曹操於滎陽被徐榮擊敗後，為曹操補充四千兵助戰。
當時曹操軍行軍至龍亢，遇到士卒叛變，趁夜焚燒曹操營帳，曹操親手斬殺數十人，才出營帳，沒有參與叛變的僅剩五百餘人。又行軍到銍、建平一帶，集結殘兵一千餘人，投奔袁紹，到河內駐軍。周㬂很大機會於此時與曹操分別，被袁紹任命為豫州刺史，與袁術、孫堅等爭豫州。

## 周㬂 周喁
周㬂
根據《三國志孫堅傳》引《吳錄》及《會稽典錄》，都是記載為周㬂。
宋《集韻》:元俱切，音愚。人名。漢有周㬂。
而周氏三兄弟的名「昕」、「昂」、「㬂」皆為「日」部。
周喁
在僅存史料中未見有周喁的寫法，相信是二字形象太接近而出現了周喁。「喁」在不同字意時讀音亦稍有分別。
「喁」(音yóngㄩㄥˊ)，形容鱼嘴向上露出水面的样子;众人景仰归向的样子。
- 《说文》喁，鱼口上见。
- 《韩诗外传》水浊则鱼喁，令苛则民乱。
- 《史記·卷一一七·司馬相如傳》：「延頸舉踵，喁喁然皆爭歸義。」
- 《三國志·卷三五·蜀書·諸葛亮傳》：「天下英雄喁喁，冀有所望。如不從議者，士大夫各歸求主，無為從公也。」

「喁」(音yú)，应和的声音、私語聲。动词，随声附和。
- 喁喁私語，竊竊私語的意思。也指背地裏小聲說話。

## 會稽周氏三兄弟爭奪豫州的史料矛盾
在周氏三兄弟奪取孫堅豫州的相關記載中，存在矛盾之處:
《三國志孫堅傳》引《吳錄》說：袁紹遣會稽周昕之弟周㬂為豫州刺史，來襲取州。又《會稽典錄》說：周㬂後來與堅爭豫州，屢戰失利。會次兄九江太守周昂為袁術所攻，周㬂往助之。即是周㬂受袁紹派遣，襲取了孫堅的豫州，成為了袁紹所任的豫州刺史。後來為了支援次兄周昂守著九江郡才兵敗逃回故鄉會稽。
《三國志公孫瓚傳》則記載袁紹派遣周㬂次兄周昂奪取豫州，袁術派遣公孫越與孫堅攻周昂，沒能攻克，公孫越中流箭死亡。此處只提到袁紹派往奪取孫堅豫州的人是周昂，並沒提到由誰擔任豫州刺史，而當時周昂還成功守著豫州。
《後漢書袁術傳》則記載袁紹派遣部將周昕奪取了孫堅的豫州，袁術大怒，出兵將周昕擊退。此處原丹陽太守周昕成了袁紹部將，在奪取孫堅的豫州不久後，就被袁術擊退。而周昕兵敗後回到會稽，後來會稽太守王朗派周昕迎戰孫策，不敵戰死。
在關東聯軍討董卓時，周㬂長兄周昕身份是丹陽太守、次兄周昂是九江太守，當時周㬂是以曹操軍師身份參戰。
曹操在滎陽之戰大敗，當時曹操帶同夏侯惇前往揚州找到周㬂之兄周昕借兵，興義兵以來前後共借了萬多人。而曹操在最後一次到揚州召募丹陽兵時卻發生了兵變，四千士兵沒有叛變的只有五百人，曹操只能北上投靠袁紹，相信周㬂是此時離開了曹操，接受袁紹的派遣奪取了孫堅的豫州，擔任豫州牧。
當時關東諸侯以袁紹為首，而袁術卻表奏孫堅為破虜將軍領豫州刺史。因此引起了袁紹不滿，乘孫堅攻董卓未歸時，派周㬂奪取其豫州。袁紹與劉表、曹操結盟，袁術與公孫瓚、孫堅結盟。在進入關東諸侯相爭時期，會稽周氏三兄弟都聽從最初的盟主袁紹差遣，周㬂應該是在曹操最後一次募兵遇到兵變，北投袁紹時離開了曹操，聯同二位兄長替袁紹與孫堅、袁術爭奪豫州。